# Marcinkowice (Oława)
Marcinkowice  (deutsch Märzdorf) ist ein Dorf in Niederschlesien. Der Ort liegt in der Gmina Oława im Powiat Oławski in der polnischen Woiwodschaft Niederschlesien.

## Geographie

### Geographische Lage
Das Straßendorf Marcinkowice liegt acht Kilometer nordwestlich des Gemeindesitzes und der Kreisstadt Oława (Ohlau) und rund 21 Kilometer südöstlich der Woiwodschaftshauptstadt Breslau. Der Ort liegt in der Nizina Śląska (Schlesische Tiefebene) innerhalb der Równina Wrocławska (Breslauer Ebene). Marcinkowice liegt am linken Ufer der Oława, einem linken Zufluss der Oder.
Durch den Ort verläuft die Landesstraße Droga krajowa 94. Südlich des Dorfes befand sich der Fliegerhorst Ohlau.

### Nachbarorte
Nachbarorte von Marcinkowice sind im Nordwesten Jankowice (Jungwitz), im Norden Zakrzów (Sackerau), im Südwesten Stanowice (Stannowitz) und im Süden Lizawice (Leisewitz).

## Geschichte

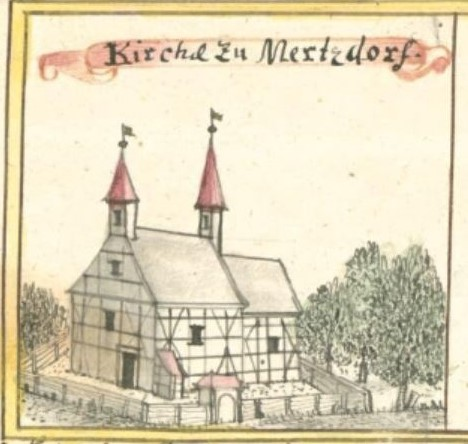
Martinskirche – Zeichnung aus der Mitte des 18. Jahrhunderts

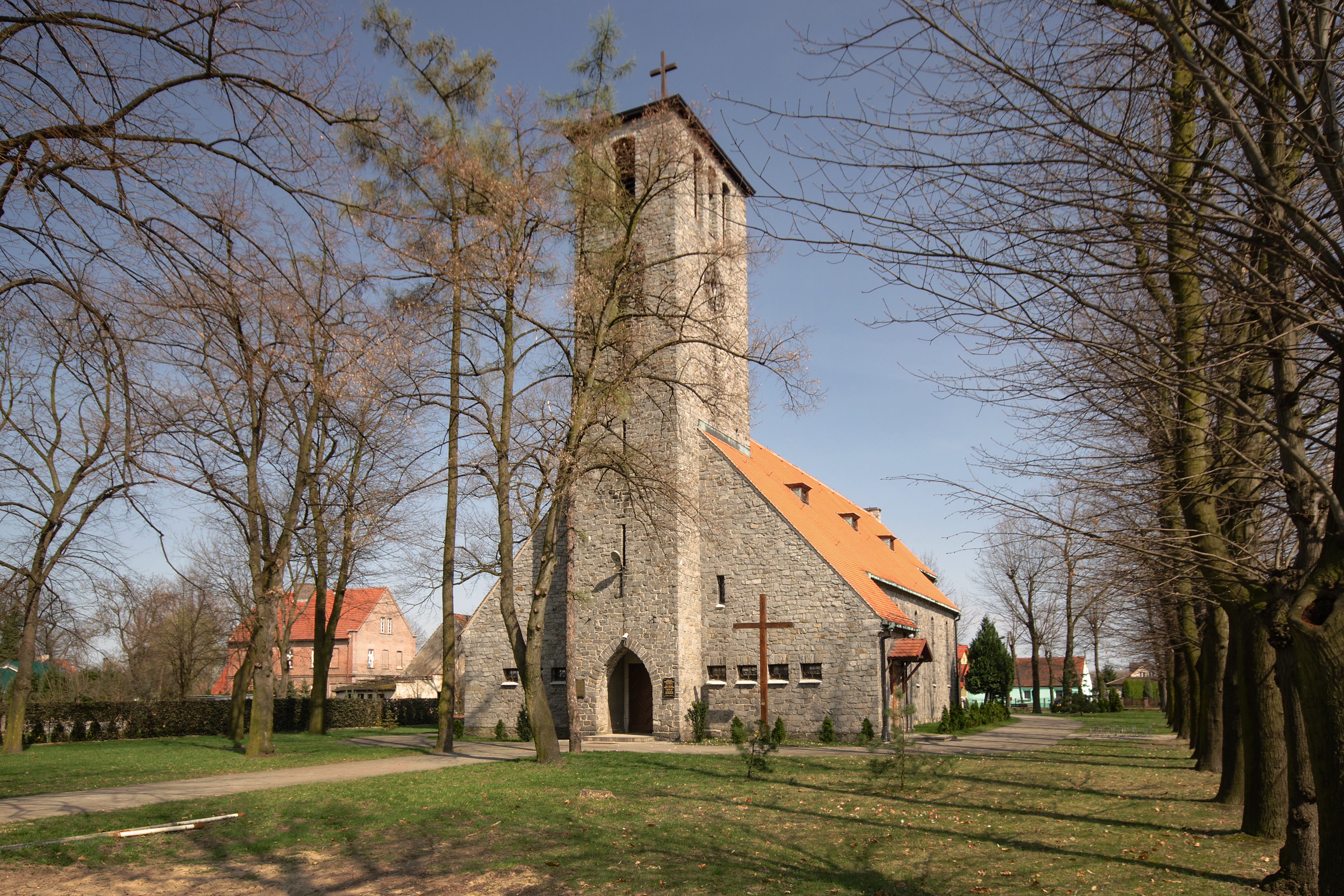
Martinskirche

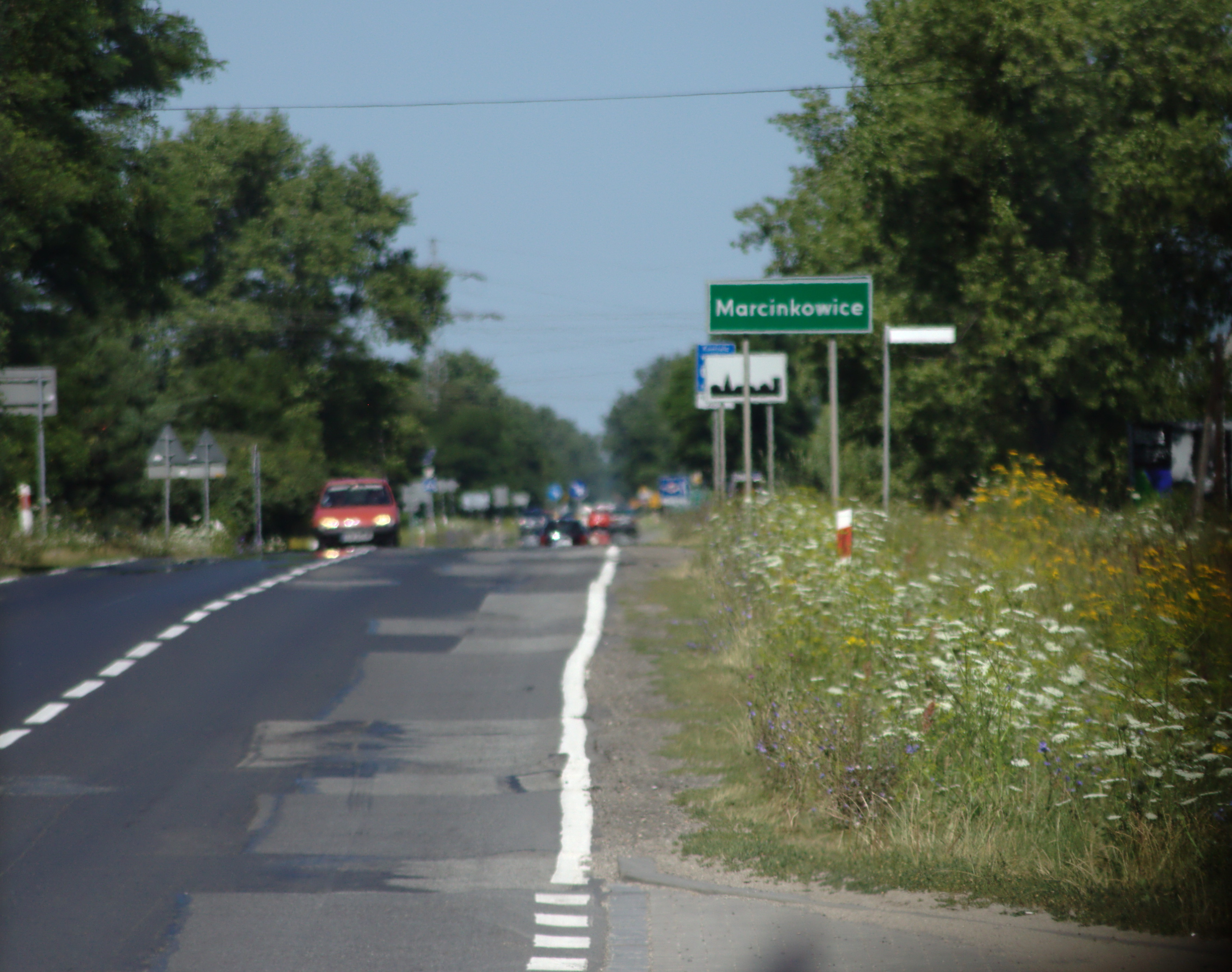
Ortsschild an der DK 94

Das Dorf wurde 1291 erstmals als Martini villa erwähnt. Der Ortsname leitet sich vom Gründer des Ortes ab, das Dorf des Martins. Weitere Erwähnungen des Dorfes erfolgten 1343 als Mertinsdorf sowie 1396 als Mertynsdorf.
Nach dem Ersten Schlesischen Krieg 1742 fiel Märzdorf zusammen mit dem größten Teil Schlesiens an Preußen. 1783 bestanden im Ort eine katholische Kirche, eine Schule, ein Vorwerk, zwei Mühlen und vier Bauern- und 34 andere Stellen sowie 304 Einwohner.
Nach der Neugliederung Preußens gehörte die Landgemeinde Märzdorf ab 1815 zur Provinz Schlesien und war ab 1816 dem Landkreis Ohlau eingegliedert. 1874 wurde der Amtsbezirk Märzdorf gegründet, welcher die Landgemeinden Grebelwitz, Märzdorf, Sackerau und Zedlitz und die Gutsbezirke Bardune, Grebelwitz, Domäne, Märzdorf Domäne und Sackerau Dominium fasste. Erster Amtsvorsteher war der Kgl. Domänenpächter Kleinod. 1885 zählte der Ort 805 Einwohner.
1933 zählte Märzdorf 1283, 1939 wiederum 1364 Einwohner. Bis 1945 befand sich der Ort im Landkreis Ohlau.
Als Folge des Zweiten Weltkriegs fiel Märzdorf wie fast ganz Schlesien 1945 an Polen, wurde in Marcinkowice umbenannt und der Woiwodschaft Breslau angegliedert. Die deutsche Bevölkerung wurde, soweit sie nicht vorher geflohen war, weitgehend vertrieben. Die neu angesiedelten Bewohner waren zum Teil Heimatvertriebene aus Ostpolen. 1999 kam der Ort zum Powiat Oławski in der Woiwodschaft Niederschlesien. 2000 zählte das Dorf 1015 Einwohner.

## Sehenswürdigkeiten
- Die römisch-katholische Martinskirche (poln. Kościół św. Marcina Biskupa) wurde zwischen 1931 und 1932 errichtet. Eine Kirche im Ort bestand bereits seit dem 14. Jahrhundert. Die vorherige Kirche wurde 1778 errichtet und aufgrund von Baufälligkeit abgerissen.[6]
- Denkmal für die Gefallenen des Ersten Weltkriegs
- Gedenkplatte zum 100-jährigen Jahrestag zum Ende des Ersten Weltkriegs
- Denkmal Papst Johannes Paul II.
- Friedhof mit erhaltenen deutschen Grabmälern
- Friedhofskapelle
- Pfarrhaus aus Backstein

## Vereine
- Fußballverein Sokół Marcinkowice
- Freiwillige Feuerwehr OSP Marcinkowice

## Söhne und Töchter des Ortes
- Karl Müller (1869–nach 1924), deutscher Unternehmer und Politiker